# Dicranota capillata
Dicranota (Paradicranota) capillata là một loài ruồi trong họ Pediciidae. Chúng phân bố ở vùng sinh thái Palearctic.